# آرتمیس ۳

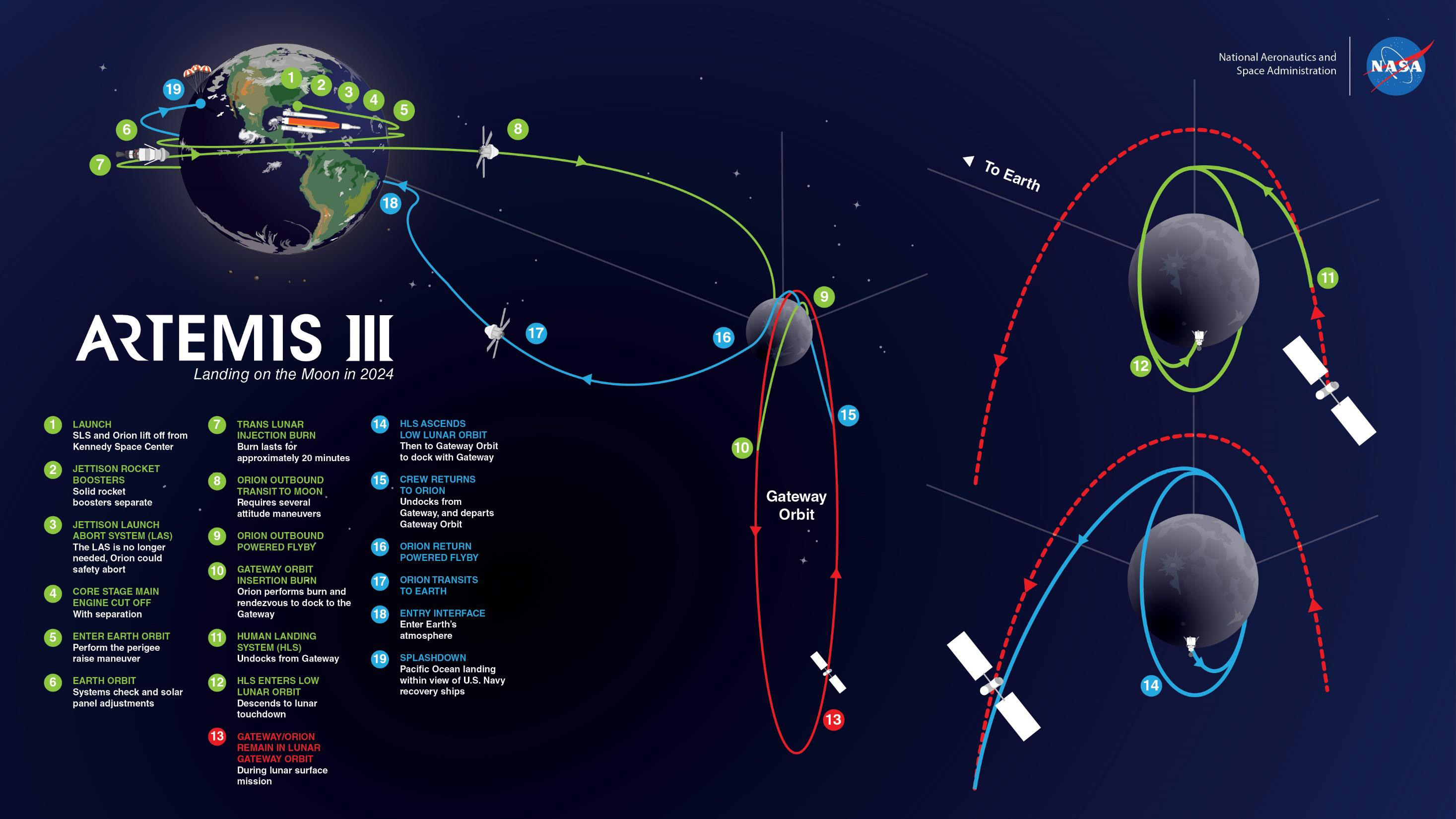
پروژهٔ آرتمیس ۳

آرتمیس ۳ سومین مرحله از سری اکتشافات جدید کره ماه سازمان فضایی ناسا به نام پروژه آرتمیس است. این مرحله طبق برنامه‌ریزی قرار است تا سپتامبر ۲۰۲۶ میلادی و به وسیله فضاپیمای سرنشین دار اورایون انجام شود. در این مرحله برای اولین بار از زمان پروژهٔ آپولو ۱۷ در سال ۱۹۷۲ میلادی پای انسان دوباره به ماه خواهد رسید. اگر طبق برنامه‌ریزی همه چیز به خوبی پیش برود باز هم ایالات متحده آمریکا تنها کشوری در دنیا خواهد بود که تاکنون فضانورد به ماه ارسال کرده و این عنوان را همچنان حفظ خواهد کرد.
Artemis III نخستین مأموریت سرنشین‌دار برای فرود بر ماه در چارچوب برنامه آرتمیس و همچنین نخستین پرواز سرنشین‌دار فضاپیمای Starship HLS خواهد بود. این مأموریت قرار است دومین مأموریت سرنشین‌دار برنامه آرتمیس و نخستین فرود فضانوردان آمریکایی بر سطح ماه از زمان مأموریت آپولو ۱۷ در دسامبر ۱۹۷۲ باشد. بر اساس گزارش اداره حسابرسی دولت ایالات متحده در دسامبر ۲۰۲۳، احتمال وقوع این مأموریت قبل از سال ۲۰۲۷ کم است. ناسا در ژانویه ۲۰۲۴ اعلام کرد که انتظار می‌رود Artemis III زودتر از سپتامبر ۲۰۲۶ به دلیل مشکلات مربوط به سیستم پشتیبانی زندگی فضاپیمای اوریون پرتاب نشود.
در آگوست ۲۰۲۳، به دلیل تأخیر در توسعه فضاپیمای Starship، ناسا احتمال اجرای Artemis III بدون فرود سرنشین‌دار را مطرح کرد. در چنین شرایطی، این مأموریت ممکن است به جای فرود بر ماه به بازدید سرنشین‌دار از Lunar Gateway تبدیل شود. در آوریل ۲۰۲۴، گزارش‌هایی مبنی بر بررسی ماموریت‌های جایگزین توسط ناسا منتشر شد، که یکی از آن‌ها آزمایش اتصال فضاپیمای اوریون و Starship HLS در مدار پایین زمین بود.

## هدف
هدف اصلی مأموریت Artemis III فرود فضانوردان در منطقه قطب جنوب ماه است. در این مأموریت، دو فضانورد بر سطح ماه فرود خواهند آمد و به مدت یک هفته اقامت خواهند داشت. این مأموریت همچنین قرار است اولین فرود زنی و فردی از اقلیت‌های نژادی بر سطح ماه باشد. در حالی که چهار فضانورد با فضاپیمای اوریون به ماه سفر خواهند کرد، تنها دو نفر از آن‌ها با فضاپیمای Starship HLS بر سطح ماه فرود می‌آیند. این فضانوردان تا چهار پیاده‌روی فضایی انجام خواهند داد و تحقیقات علمی مختلفی از جمله نمونه‌برداری از یخ آب انجام می‌دهند.

## توسعه
سیستم پرتاب فضایی (SLS) برای این مأموریت نقش مهمی در پرتاب فضاپیمای اوریون به مدار ماه خواهد داشت. این مأموریت آخرین استفاده از بوستر SLS Block 1 خواهد بود و پس از آن، از مأموریت آرتمیس IV به بعد، از SLS Block 1B که دارای مرحله بالای اکتشافی قوی‌تر است، استفاده خواهد شد. فضاپیمای اوریون، که برای تمامی ماموریت‌های آرتمیس استفاده می‌شود، نقش انتقال فضانوردان از زمین به مدار ماه و سپس اتصال به فضاپیمای Starship HLS را دارد.
در دسامبر ۲۰۱۷، با تصویب "دستورالعمل سیاست فضایی ۱" توسط دولت ترامپ، برنامه‌ای برای ارسال فضانوردان به ماه با استفاده از فضاپیمای چندمنظوره اوریون (MPCV) و یک ایستگاه فضایی در مدار ماه، که بعداً به برنامه آرتمیس معروف شد، آغاز گردید. در ابتدا به عنوان مأموریت اکتشافی-۳ (EM-3) معرفی شد و هدف آن ارسال چهار فضانورد به مداری نزدیک به ماه و تحویل ماژول ESPRIT و ماژول استفاده ایالات متحده به ایستگاه فضایی در مدار ماه به نام Gateway بود.
تا ماه می ۲۰۱۹، ماژول ESPRIT و ماژول استفاده مجدد آمریکا، که اکنون به نام HALO شناخته می‌شود، برای پرتاب جداگانه با یک موشک تجاری برنامه‌ریزی شدند. مأموریت Artemis III به منظور تسریع اولین فرود سرنشین‌دار بر ماه تا پایان سال ۲۰۲۴ تغییر کرد و قرار شد فضاپیمای اوریون با یک ایستگاه کوچک Gateway متشکل از عنصر نیرو و پیشرانه و یک ماژول سکونت و اتصال کوچک با یک سامانه فرود سرنشین‌دار که به صورت تجاری تهیه شده بود، به نام Human Landing System (HLS)، ملاقات کند. با این حال، در اوایل سال ۲۰۲۰، برنامه‌های اتصال اوریون و HLS با Gateway کنار گذاشته شد و به جای آن، اتصال مستقیم اوریون و HLS در نظر گرفته شد.